# Pablo Sorozábal
 (mars 2023).
Si vous disposez d'ouvrages ou d'articles de référence ou si vous connaissez des sites web de qualité traitant du thème abordé ici, merci de compléter l'article en donnant les références utiles à sa vérifiabilité et en les liant à la section « Notes et références ».
Pablo Sorozábal (né le 18 septembre 1897, à Saint-Sébastien – décédé le 26 décembre 1988, à Madrid) est un compositeur espagnol, un des auteurs les  plus en vue de musique symphonique et lyrique (zarzuela et óperas chicas) du XXe siècle. Parmi ses œuvres principales et les plus connues, on peut citer Katiuska, la mujer rusa (1931, Barcelone), Adiós a la bohemia (1933, Madrid), pour laquelle il a travaillé avec le grand écrivain Pío Baroja, La del manojo de rosas (1934, Madrid),  La tabernera del puerto  (1936, Barcelone), Black el Payaso (1942, Barcelone), Don Manolito (1943, Madrid), etc.
Il a révisé et sauvé des œuvres du XIXe siècle comme Pan y Toros (de Barbieri) ou Pepita Jiménez (de Albéniz) obtenant un grand succès artistique, mais non financier. Sa longévité l'a fait témoin du déclin du genre lyrique espagnol. Sa dernière œuvre, terminée en septembre 1988, a été Variaciones para quinteto de viento, composé quand le Quintette à Vent "Pablo Sorozábal donostiarra" lui demanda la permission d'adopter son nom. Il est mort sans pouvoir assister à la création de ce qu'il considérait comme sa meilleure œuvre: l'opéra Juan José, qui a été finalement créé en version de concert au Kursaal de San Sebastián le 21 février 2009.

## Biographie
Il est né à Saint-Sébastien, au sein d'une famille nombreuse et humble. Il a commencé à étudier la Théorie Musicale et le violon avec Alfredo Larrocha à l'Académie Municipale de Musique de Saint-Sébastien (es). Plus tard il a fait partie de l'Orchestre du Casino de Saint-Sébastien, âgé seulement de 17 ans. En 1918, il va à Madrid pour jouer dans l'Orchestre Philharmonique. Grâce à ses dons musicaux indiscutables, il obtient une bourse de 1 500 pesetas de la «diputación de Saint-Sébastien» pour poursuivre ses études musicales en Allemagne. Il est allé d'abord Leipzig, où il a eu son premier contact avec le monde de la direction à la tête du Gotriansteinwegorchester avec qui il a obtenu ses premiers succès. Il est allé ensuite à Berlin, où il a achevé sa formation.
Il a commencé son activité lyrique en 1931, en créant la opérette Katiuska, qui sera suivie par d'autres titres aussi importants comme La Isla de las Perlas (1933) et Adiós a la Bohemia (1933). En 1934, il crée La del manojo de rosas, qui établit définitivement sa réputation de compositeur, après d'autres titres comme No me olvides (1935), ou La Casa de las Tres muchachas (1935). Il obtient en 1936, avec La tabernera del puerto, un de ses plus retentissant succès.
Il s'est fait aussi connaître pour son travail dans la musique symphonique et de chambre, avec des œuvres comme Capricho Español, Suite Vasca, Txistulariak, etc. Il a toujours été proche de la culture basque et a reconnu dans El Caserío (de Jesús Guridi) une partition magistrale, mais avec un livret qui selon lui banalisait le peuple basque et ne le représentait pas.
Il a composé une marche funèbre en mémoire du bombardement de Guernica en 1937, intitulée "Gernika".
Les sympathies libérales de Sorozábal l'ont un peu isolé après la Guerre d'Espagne[réf. nécessaire]. Pour cette raison, beaucoup des zarzuelas de cette époque ont été représentées loin de Madrid ou dans des théâtres de moindre prestige. Parmi celles-ci, on trouve l'ambitieuse romance allégorique Black, el payaso (1942) ou la saynète Don Manolito (1943). Il est intervenu également dans le domaine du cinéma, par exemple pour la bande sonore de Marcelin, pain et vin.
Son travail de directeur de l'Orchestre symphonique de Madrid s'est terminé de manière brutale en 1952, quand lui a été refusé le permis de diriger la Symphonie Leningrad de Chostakovitch. Sa mort à Madrid le 26 décembre 1988, marque la fin d'un cycle historique pour la création de zarzuelas. Son influence et son apport pour ce genre musical ont été décisifs[réf. nécessaire].
Son fils Pablo Sorozábal Serrano est également compositeur.

## Œuvres

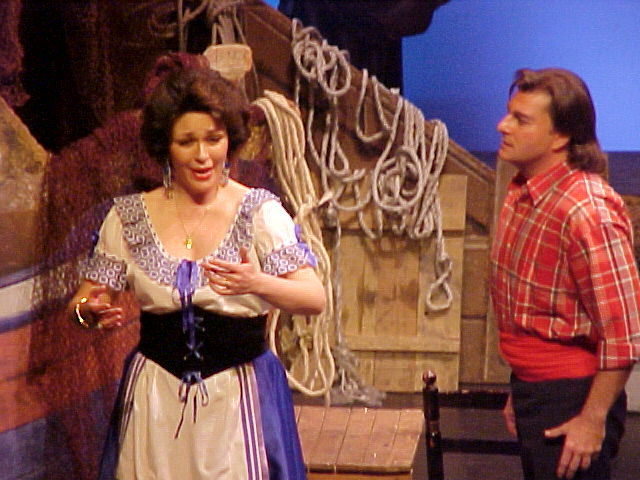
Représentation de "La tabernera del puerto" à l'Auditorio Insular de Puerto del Rosario, Fuerteventura le 05/12/2000.

### Œuvre Lyrique
- Katiuska  (1931)
  - La guitarra de Fígaro (1931)
  - La isla de las perlas (1933)
  - Adiós a la bohemia (1933)
  - El alguacil rebolledo (1934)
  - Sol en la cumbre (1934)
  - La del manojo de rosas (1934)
  - No me olvides (1935)
  - La casa de las tres muchachas (1935)
- La tabernera del puerto (1936)
  - La Rosario o La Rambla de fin de siglo (1941)
  - Cuidado con la pintura (1941)
  - Black el payaso (1942)
  - Don Manolito (1943)
  - La eterna canción (1945)
  - Los burladores (1948)
  - Entre Sevilla y Triana (1950)
  - La ópera del mogollón (1954)
  - Brindis (1955)
  - Las de Caín (1958)
- Juan José

### Musique Symphonique
- Capricho español (1922)
- Suite Vasca (1923)
- Variaciones sobre un tema popular vasco (1927)
- Paso a cuatro (1956)
- Variaciones para quinteto de viento (1988)

### Bandes sonores
- Marcelino pan y vino
- Jai Alai
- María Matrícula de Bilbao

## Sources
- (es) Cet article est partiellement ou en totalité issu de l’article de Wikipédia en espagnol intitulé « Pablo Sorozábal » (voir la liste des auteurs).